# Ім'я хоста
У комп'ютерних мережах є ім'ям хоста (архаїчно ім'я вузла) — мітка, яка присвоюється пристрою, підключеному до комп'ютерної мережі, і використовується для ідентифікації пристрою в різних формах електронного зв’язку, таких як всесвітнє павутиння. Імена хостів можуть бути простими іменами, що складаються з одного слова або фрази, або вони можуть бути структурованими. 
Імена хостів в інтернеті можуть бути додані, як домен, до системи доменних імен (англ. DNS), окремо від специфічної для хостів мітки - періоду («крапки»). У кінцевому вигляді ім'я хоста також називають доменним іменем. Якщо доменне ім'я повністю вказано, включаючи домен верхнього рівня в інтернеті, тоді воно називається повноцінним доменним іменем (англ. FQDN). Імена хостів, що включають DNS-домени, часто зберігаються в системі доменних імен разом з IP-адресами хоста, вони являють собою співвідношення імені хоста до адреси, та зворотний процес..

## Імена хостів в інтернеті
В Інтернеті ім'я хоста - це доменне ім'я, призначене хост-комп'ютеру. Зазвичай це комбінація локального імені хоста з іменем його батьківського домену. Наприклад, en.wikipedia.org складається з локального імені хоста en та доменного імені wikipedia.org. Таке ім'я хоста перекладається на IP-адресу через локальний файл хостів або через систему доменних імен (DNS). Для одного хост-комп'ютера може бути кілька імен хостів; але в цілому операційна система хоста вважає за краще мати одне ім'я хоста, яке хост використовує для себе. 
Будь-яке доменне ім'я також може бути ім'ям хоста, якщо дотримуватися згаданих нижче обмежень. Наприклад, і en.wikipedia.org, і wikipedia.org - є іменами хостів, оскільки їм обом присвоєні IP-адреси. Ім'я хоста може бути доменним іменем, якщо воно належним чином організовано в системі доменних імен. Ім’я домену може бути ім'ям хоста, якщо воно було призначене для хоста в інтернеті та пов'язане з IP-адресою хоста. 

## Синтаксис
Імена хостів складаються з послідовності міток, з'єднаних крапками. Наприклад, «en.wikipedia.org» - це ім'я хоста. Кожна мітка повинна бути від 1 до 63 символів. Повноцінне ім'я хоста, разом із крапками, обмежене 253 символами ASCII.
Інтернет-стандарти (запит на коментарі) для протоколів, визначають, що мітки можуть містити лише літери ASCII від a до z (у випадку нечутливого до регістру), цифри від 0 до 9 та дефіс-мінус («-») символ. Оригінальна специфікація імен хостів у RFC 952 забороняла міткам починатись із цифри або дефісу та не могла закінчуватися дефісом. Однак, наступна специфікація (RFC 1123) дозволила міткам імен хостів починатися з цифр. Ніякі інші символи, знаки пунктуації або пробіл не допускаються. Інтернаціоналізовані доменні імена зберігаються в системі доменних імен як рядки ASCII, за допомогою транскрипції Punycode.
Хоча ім'я хоста може не містити інших символів, таких як символ підкреслення («_»), інші імена DNS можуть містити підкреслення. Це обмеження було знято у RFC 2181. Такі системи, як DomainKeys та службові записи, використовують підкреслення як засіб, щоб переконатися, що їх особливий характер не плутається з іменами хостів. Наприклад, _http._sctp.www.example.com визначає сервіс-покажчик для SCTP-сумісного хоста вебсервера (www) у домені example.com. Всупереч стандартам, Chrome, Firefox, Internet Explorer (IE), Edge та Safari дозволяють підкреслити імена хостів, хоча файли cookie в IE не працюють правильно, якщо будь-яка частина імені хоста містить символ підкреслення.
Однак, справедливо намагатися вирішити ім'я хоста, що складається з підкреслення. Напр, _.example.com. Це використовується RFC 7816 для зменшення кількості інформації, яка стає доступною для проміжних серверів DNS під час багаторазового запиту. Функція мінімізації імен запиту включена за замовчуванням у BIND 9.14.0.
Ім'я хоста en.wikipedia.org складається з міток DNS en (ім'я хоста або листок домену), wikipedia (домен другого рівня) та org (домен верхнього рівня). Мітки, такі як 2600 та 3abc, можуть використовуватися в іменах хостів, але -hi-, _hi_ та *hi* є недійсні. 
Ім'я хоста вважається повноцінним доменним іменем (FQDN), коли вказані всі мітки до імені домену верхнього рівня (TLD). Ім’я хоста en.wikipedia.org закінчується доменом верхнього рівня org і, таким чином, є «повноцінним». Залежно від реалізації програмного забезпечення DNS операційної системи, неповноцінне ім’я хоста може автоматично поєднуватися з доменним іменем за замовчуванням, налаштованим у системі, щоб завершити повноцінне доменне ім’я. Для прикладу, студент в MIT, можливо, зможе відправити пошту на joe@csail де автоматично її доповнить поштова система, щоб відправити на joecsail.mit.edu. 
Загальні рекомендації щодо вибору хорошого імені хоста викладені у RFC 1178. 

## Приклад
saturn та jupiter можуть бути іменами хостів двох пристроїв, підключених до мережі з назвою pc. У межах pc, пристрої адресуються своїми іменами хостів. Доменні імена пристроїв - saturn.pc та jupiter.pc відповідно. Якщо pc зареєстровано в інтернеті, як доменне ім’я другого рівня, наприклад pc.net, хости можуть адресуватись повноцінними доменними іменами saturn.pc.net та jupiter.pc.net. 

## Дивитися також
- Інтернаціоналізоване доменне ім’я
- Викрадення домену[en]